# طواف إيطاليا 1974
طواف إيطاليا 1974 هو سباق دراجات هوائية أقيم في إيطاليا بتاريخ 16 مايو - 9 يونيو، تكون السباق من 22 مرحلة وامتدّ لمسافة 4001 كم بسرعة 35.080 كم/س، استغرق السباق 113 ساعة 09 دقيقة 13 ثانية. فاز به البلجيكي إيدي ميركس.

## الترتيب
| م                     | الدرّاج             | البلد   | الزمن                      |
| --------------------- | ------------------ | ------- | -------------------------- |
| الفائز بالترتيب العام | إيدي ميركس         | بلجيكا  | 113 ساعة 09 دقيقة 13 ثانية |
| حسب النقاط            | روجر دي فلايمينك   | بلجيكا  | -                          |
| التسلق                | خوسي مانويل فوينتي | إسبانيا | -                          |